# Ӕ
Ne doit pas être confondu avec le graphème latin Æ.
Ӕ (minuscule : ӕ), appelée ié dans l’a ou a yé, est une lettre de l’alphabet cyrillique utilisée seulement en ossète, où elle note la voyelle pré-ouverte centrale [ɐ]. Elle a la forme d’une ligature entre a ‹ А › et ye ‹ Е ›.

## Utilisations
Andreas Johan Sjögren utilise le ӕ dans l’alphabet cyrillique ossète dans sa grammaire publiée en 1844.

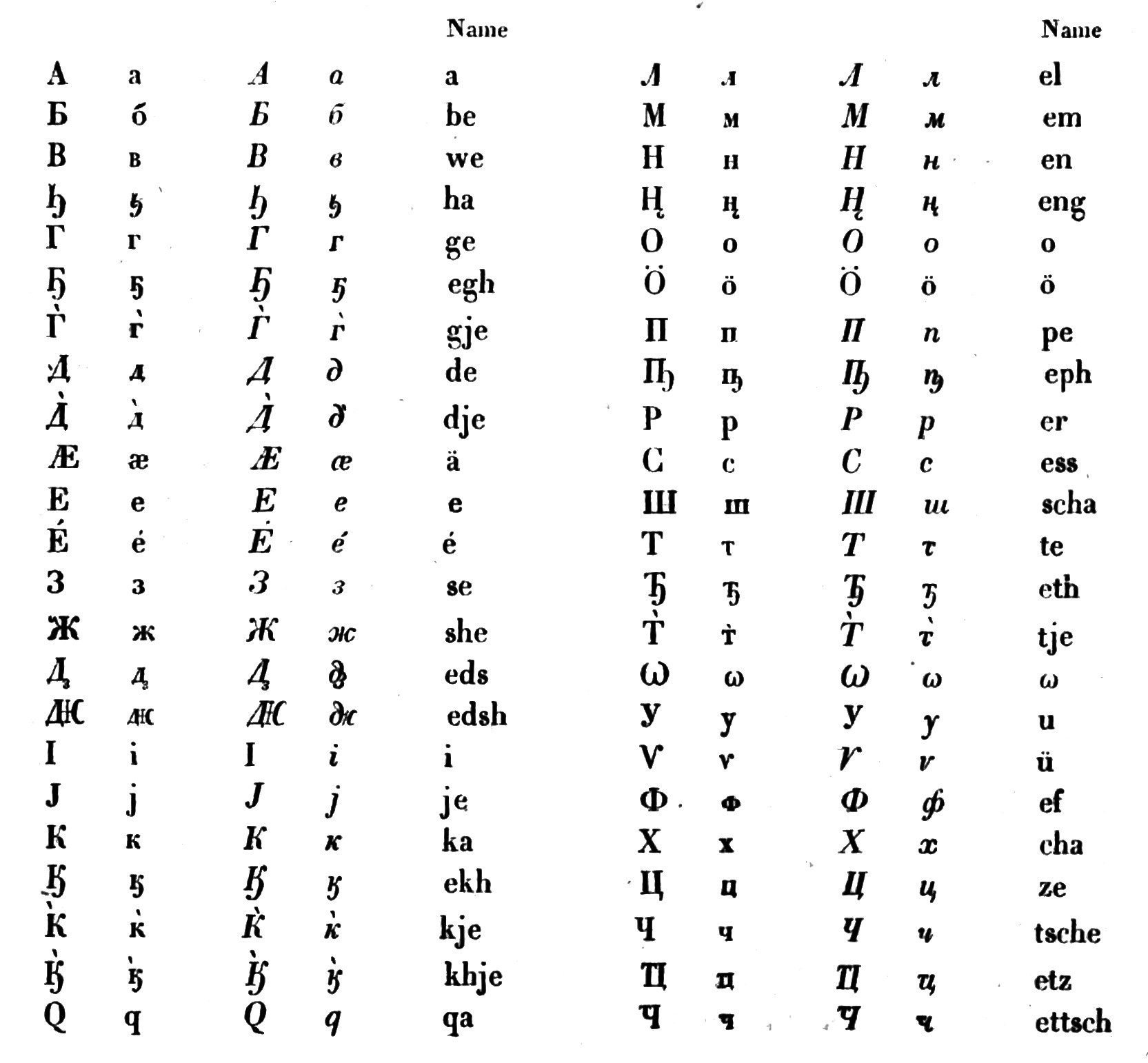
Alphabet ossète de Sjögren 1844.

L’évèque Iosef de Vladikavkazski, Ivan Tchepigovski (ru), reprend certaines lettres de l’alphabet de Sjögren dans son alphabet ossète.

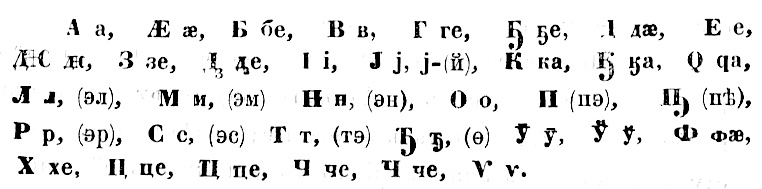
Alphabet ossète de Iosef dans un dictionnaire-grammaire russo-ossète de 1884.

## Représentations informatiques
Le ié dans l’a peut être représenté avec les caractères Unicode suivants :
| formes    | représentations | chaînes de caractères | points de code | descriptions                     |
| --------- | --------------- | --------------------- | -------------- | -------------------------------- |
| capitale  | Ӕ               | Ӕ                     | U+04D4         | lettre majuscule cyrillique a ié |
| minuscule | ӕ               | ӕ                     | U+04D5         | lettre minuscule cyrillique a ié |